# Thai Premier League 2011
Die Thai Premier League war die 15. Spielzeit der höchsten thailändischen Fußballliga seit ihrer Gründung im Jahr 1996.

## Modus
Die Vereine spielten ein Doppelrundenturnier aus, womit sich insgesamt 34 Spiele pro Mannschaft ergaben. Es wurde nach der 3-Punkte-Regel gespielt (drei Punkte pro Sieg, ein Punkt pro Unentschieden). Die Tabelle wurde nach den folgenden Kriterien bestimmt:
1. Anzahl der erzielten Punkte
2. Anzahl der erzielten Punkte im direkten Vergleich
3. Tordifferenz im direkten Vergleich
4. Anzahl Tore im direkten Vergleich
5. Tordifferenz aus allen Spielen
6. Anzahl Tore in allen Spielen

Am Ende der Saison qualifizierte sich die punktbeste Mannschaft für die Gruppenphase der AFC Champions League 2012. Der Zweitplatzierte begann in der Zweiten Qualifikationsrunde der Champions League. Die drei Vereine mit den wenigsten Punkten stiegen in die zweitklassige Thai Premier League Division 1 ab.

## Mannschaften
| Mannschaft                | Standort                                       | Stadion                                                                                     | Kapazitaet         |
| ------------------------- | ---------------------------------------------- | ------------------------------------------------------------------------------------------- | ------------------ |
| Army United               | Phaya Thai, Bangkok                            | Royal Thai Army Stadium                                                                     | 20.000             |
| Bangkok Glass             | Pathum Thani                                   | Leo Stadium                                                                                 | 8000               |
| BEC Tero Sasana FC        | Pathum Wan, Bangkok                            | Thephasadin Stadium                                                                         | 6378               |
| Buriram United            | Buriram                                        | I-mobile-Stadion (Hinserie) New-I-Mobile-Stadion (Rückserie)                                | 14.000 24.000      |
| Chiangrai United          | Chiangrai                                      | Mae Fah Luang University Stadium                                                            | 3346               |
| Chonburi FC               | Chonburi                                       | Chonburi Stadium                                                                            | 8200               |
| Khon Kaen FC              | Khon Kaen                                      | Khon Kaen Provincial Administrative Organization Stadium                                    | 3500               |
| Muangthong United         | Nonthaburi                                     | Yamaha Stadium                                                                              | 25.000             |
| Osotspa M-150 Saraburi FC | Saraburi                                       | Saraburi Stadium                                                                            | 5000               |
| Pattaya United            | Chonburi                                       | Institute of Physical Education Chonburi Campus Stadium                                     | 11.000             |
| Police United             | Pathum Thani                                   | Thammasat Stadium                                                                           | 25.000             |
| SCG Samut Songkhram       | Samut Songkhram                                | Samut Songkhram Stadium                                                                     | 5000               |
| Siam Navy                 | Chonburi                                       | Institute of Physical Education Chonburi Campus Stadium (Hinserie) Navy Stadium (Rückserie) | 11.000 5000        |
| Sisaket Muangthai FC      | Sisaket                                        | Sri Nakhon Lamduan Stadium                                                                  | 9000               |
| Sriracha FC               | Chonburi                                       | Suzuki Stadium                                                                              | 5207               |
| Thai Port                 | Bangkok                                        | PAT Stadium                                                                                 | 10308              |
| TOT SC                    | Nonthaburi Phaya Thai, Bangkok Lak Si, Bangkok | Yamaha Stadium (5 Spiele) Royal Thai Army Stadium (1 Spiel) TOT Stadium Chaeng Watthana     | 17.000 20.000 5000 |
| TTM Phichit FC            | Phichit                                        | Phichit Provincial Stadium                                                                  | 13.000             |

Anmerkung:
- Pattaya United

Der Verein zog in das IPE-Chonburi-Stadion, da das Nong-Prue-Stadion renoviert wurde
- Siam Navy

Der Verein zog sich aus Rayong wegen Streitigkeiten zurück und zog zur Rückserie in das Navy-Stadion in Sattahip
- TOT SC

Die ersten Spiele trug der Verein im Yamaha-Stadion aus. Den Rest der Saison spielte man im TOT-Stadion Chaeng Watthana. Ein Spiel absolvierte man im Thai-Army-Sports-Stadion

## Personal
| Mannschaft             | Trainer                      | Mannschaftskapitän   |
| ---------------------- | ---------------------------- | -------------------- |
| Army United            | Adul Rungruang               | Wanchana Rattana     |
| Bangkok Glass          | Arjhan Srong-ngamsub         | Amnaj Kaewkiew       |
| BEC Tero Sasana FC     | Phayong Khunnaen             | Teeratep Winothai    |
| Buriram United         | Attaphol Buspakom            | Apichet Puttan       |
| Chiangrai United       | Stefano Cugurra              | Sanya Puangchan      |
| Chonburi FC            | Witthaya Laohakul            | Pipob On-Mo          |
| Khon Kaen FC           | Pichet Suphomuang            | Rermrat Ngam-Chareon |
| Muangthong United      | Robbie Fowler                | Nattaporn Phanrit    |
| Osotspa M-150 Saraburi | Pairoj Borwonwatanadilok     | Jetsada Puanakunmee  |
| Pattaya United         | Chalermwoot Sa-ngapol        | Niweat Siriwong      |
| Police United          | Thawatchai Damrong-Ongtrakul | Krissadee Prakobkong |
| Siam Navy              | Worakorn Wijannarong         | Jetsada Ngam-muang   |
| Samut Songkhram FC     | Vorawan Chitavanich          | Panuwat Yimsa-ngar   |
| Sisaket Muangthai      | Reuter Moreira               | Wuttichai Tathong    |
| Sriracha FC            | Dusit Chalermsan             | Sujarit Jantakon     |
| Thai Port              | Thongchai Sukkokee           | Itthipol Nonsiri     |
| TOT SC                 | Somchai Subpherm             | Patiparn Phetphun    |
| TTM Phichit FC         | Lee Young-moo                | Jetsada Boonruangrod |

## Ausrüster/Sponsor
| Mannschaft             | Ausrüster  | Sponsor                    |
| ---------------------- | ---------- | -------------------------- |
| Army United            | Pan        | Chang                      |
| Bangkok Glass          | Umbro      | Leo                        |
| BEC Tero Sasana FC     | FBT        | 3K Battery                 |
| Buriram United         | Eigenmarke | Chang                      |
| Chiangrai United       | Deffo      | Leo                        |
| Chonburi FC            | FBT        | Chang                      |
| Khon Kaen FC           | Kool Sport | 3K Battery                 |
| Muangthong United      | Yamaha     | Grand Sport                |
| Osotspa M-150 Saraburi | M-150      | Grand Sport                |
| Pattaya United         | True       | Grand Sport                |
| Police United          | Kela       | Insee Cement               |
| Siam Navy              | Kappa      | Arcus                      |
| SCG Samut Songkhram FC | FBT        | SCG Group                  |
| Sisaket Muangthai      | FBT        | Muang Thai                 |
| Sriracha FC            | FBT        | Suzuki                     |
| Thai Port              | Eigenmarke | FB Battery                 |
| TOT SC                 | Kela       | TOT Public Company Limited |
| TTM Phichit FC         | FBT        | N/A                        |

## Ausländische Spieler
Stand: Saisonende 2011
| Mannschaft          | Spieler 1               | Spieler 2          | Spieler 3          | Spieler 4             | Spieler 5            | Spieler 6        | Asien Spieler        | Ehemalige Spieler                            |
| ------------------- | ----------------------- | ------------------ | ------------------ | --------------------- | -------------------- | ---------------- | -------------------- | -------------------------------------------- |
| Army United         | Alessandro Alves        | Leandro dos Santos |                    |                       |                      |                  | Jun Kochi            | Emmanuel Madengue                            |
| Bangkok Glass       | Rafael Novais           | Paulinho           | Flavien Michelini  | Moussa Sylla          | Hironori Saruta      | Gbenga Ajayi     | Kunihiko Takizawa    | Paul Ekollo Tiago Jorge Michael Thomas Byrne |
| BEC Tero Sasana     | Maxime Ongmakon Moundou | Ivan Brozović      | Karim Rouani       | Bina                  | Zoran Rajović        |                  | Nobuyuki Zaizen      | Altamir Heitor Martins Ekele Udojoh          |
| Buriram PEA         | Douglas                 | Clarence Bitang    | Frank Acheampong   | Franck Ohandza        | Yves Hermann Ekwalla | Chijioke Ibekwe  |                      | Kanu Wander Luiz                             |
| Chiangrai United    | Roland Vargas-Aguilera  | Antônio Cláudio    | Edvaldo            | Leandro Assumpção     | Uilian Souza         | Leontin Chițescu |                      | Alonso                                       |
| Chonburi FC         | Ney Fabiano             | Anthony Esparza    | Jean-Marc Benie    | Daiki Higuchi         | Darko Rakočević      | Vladimir Ribić   | Kazuto Kushida       | Berlin Ndebe-Nlome                           |
| Khon Kaen FC        | Xiang Li                | Kanlaya Sysomvang  | Stuart Kelly       |                       |                      |                  | Khampheng Sayavutthi |                                              |
| Muangthong United   | Robbie Fowler           | Romone Rose        | Ali Diarra         | Christian Kouakou Yao | Dagno Siaka          |                  | Zesh Rehman          | Jorrin John Toni Kallio Issoufou Boubacar    |
| Osotspa-Saraburi FC | Khaled Kharroubi        | Cleiton Silva      | Antonio Pina       | Theodore Yuyun        | Lazarus Kaimbi       |                  | Hiromichi Katano     |                                              |
| Pattaya United FC   | Ludovick Takam          | Paul Ekollo        | Kignelman Athanase | Kazuya Myōdō          | Randy Rustenberg     | O. J. Obatola    | Keisuke Ogawa        | Ricardinho Hiroyuki Yamamoto                 |
| Police United       | Jerry Amara             | John Wilkinson     |                    |                       |                      |                  | Hyun Woo             |                                              |
| Siam Navy FC        | Alex Ruela              |                    |                    |                       |                      |                  | Hui Ye               | Diego Martins                                |
| Samut Songkhram FC  | Erikson Noguchi Pinto   | Christian Nadé     | Bireme Diouf       | Rod Dyachenko         |                      |                  | Sokngon Keo          | Echezona Anyichie Efe Jerry Obode            |
| Esan United FC      | Fábio Magrão            | Victor Amaro       | Guy Hubert         |                       |                      |                  | Kazuki Yoshino       | Khim Borey                                   |
| Sriracha FC         | Lucas Daniel Echenique  | Cristiano Lopes    | Justin Moose       |                       |                      |                  |                      | Aron da Silva                                |
| Thai Port           | Mario César             | Valci Júnior       | Ulrich Munze       | Yoshiaki Maruyama     | Jacob Aikhionbare    | Steven Robb      | Kim Dong-chan        |                                              |
| TOT SC              | Diego Walsh             | Younes Chaib       | Mohamed Koné       | Oumar Kondé           |                      |                  | Takahiro Kawamura    |                                              |
| TTM Phichit FC      | Jung Ho-jin             | Lee Gwang-jae      | Maeng Jin-oh       | Won Yoo-hyun          |                      |                  | Yeon Gi-sung         |                                              |

## Abschlusstabelle
| Pl. | Verein                 | Sp. | S  | U  | N  | Tore    | Diff. | Punkte |
| --- | ---------------------- | --- | -- | -- | -- | ------- | ----- | ------ |
| 1.  | Buriram United         | 34  | 26 | 7  | 1  | 064:150 | +49   | 85     |
| 2.  | Chonburi FC            | 34  | 20 | 9  | 5  | 058:290 | +29   | 69     |
| 3.  | Muangthong United      | 34  | 17 | 9  | 8  | 054:320 | +22   | 60     |
| 4.  | Pattaya United         | 34  | 14 | 11 | 9  | 038:270 | +11   | 53     |
| 5.  | Bangkok Glass          | 34  | 15 | 8  | 11 | 055:410 | +14   | 53     |
| 6.  | Osotspa M-150 Saraburi | 34  | 12 | 15 | 7  | 047:320 | +15   | 51     |
| 7.  | Thai Port              | 34  | 12 | 9  | 13 | 033:380 | −5    | 45     |
| 8.  | BEC Tero Sasana        | 34  | 13 | 6  | 15 | 039:350 | +4    | 45     |
| 9.  | Police United          | 34  | 11 | 11 | 12 | 036:400 | −4    | 44     |
| 10. | Chiangrai United       | 34  | 11 | 11 | 12 | 047:520 | −5    | 44     |
| 11. | TTM Phichit FC         | 34  | 12 | 7  | 15 | 038:540 | −16   | 43     |
| 12. | Sisaket Muangthai      | 34  | 9  | 12 | 13 | 033:390 | −6    | 39     |
| 13. | Army United            | 34  | 10 | 9  | 15 | 039:400 | −1    | 39     |
| 14. | TOT SC                 | 34  | 11 | 4  | 19 | 029:550 | −26   | 37     |
| 15. | SCG Samut Songkhram    | 34  | 8  | 12 | 14 | 031:450 | −14   | 36     |
| 16. | Siam Navy              | 34  | 9  | 6  | 19 | 028:510 | −23   | 33     |
| 17. | Sriracha FC            | 34  | 7  | 11 | 16 | 032:430 | −11   | 32     |
| 18. | Khon Kaen FC           | 34  | 6  | 9  | 19 | 032:430 | −11   | 27     |

## Torschützenliste
| Platz | Spieler            | Mannschaft             | Tore |
| ----- | ------------------ | ---------------------- | ---- |
| 1     | Franck Ohandza     | Buriram United         | 19   |
| 2     | Leandro Dos Santos | Army United            | 18   |
| 2     | Wasan Natasan      | Chiangrai United       | 18   |
| 4     | Pipob On-Mo        | Chonburi FC            | 15   |
| 4     | Ronnachai Rangsiyo | BEC Tero Sasana        | 15   |
| 4     | Sarayut Chaikamdee | Bangkok Glass          | 15   |
| 7     | Hironori Saruta    | Bangkok Glass          | 13   |
| 7     | Teerasil Dangda    | Muangthong United      | 13   |
| 9     | Kim Joo-yong       | TTM Phichit FC         | 11   |
| 10    | Aron da Silva      | Sriracha FC            | 10   |
| 10    | Cleiton Silva      | Osotspa M-150 Saraburi | 10   |
| 10    | Mohamed Koné       | TOT SC                 | 10   |
| 10    | Suchao Nuchnum     | Buriram United         | 10   |

## Hattricks
| Spieler               | Mannschaft             | Gegnerische Mannschaft | Ergebnis | Datum         |
| --------------------- | ---------------------- | ---------------------- | -------- | ------------- |
| Yeon Gi-sung          | TTM Phichit FC         | Chiangrai United       | 3–1      | 13. Februar   |
| Apipoo Suntornpanavej | Osotspa M-150 Saraburi | Siam Navy              | 4–1      | 30. April     |
| Fabiano               | Chonburi FC            | Khon Kaen FC           | 6–1      | 14. Mai       |
| Franck Ohandza        | Buriram United         | SCG Samut Songkhram    | 4–0      | 22. Mai       |
| Sarayut Chaikamdee    | Bangkok Glass          | Police United          | 5–3      | 29. Mai       |
| Teerasil Dangda       | Muangthong United      | Bangkok Glass          | 6–2      | 10. August    |
| Ronnachai Rangsiyo    | BEC Tero Sasana        | TTM Phichit FC         | 3–0      | 27. August    |
| Kritsada Kemdem       | Osotspa M-150 Saraburi | TOT SC                 | 4–0      | 24. September |
| Franck Ohandza        | Buriram United         | TTM Phichit FC         | 6-1      | 20. November  |
| Kim Joo-yong          | TTM Phichit FC         | TOT SC                 | 3-2      | 17. Dezember  |
| Chatree Chimtalay     | Bangkok Glass          | Khon Kaen FC           | 4-0      | 24. Dezember  |
| Aron da Silva         | Sriracha FC            | Thai Port              | 3-1      | 31. Dezember  |

## Zuschauerzahlen
| Platz | Mannschaft                | Gesamt- zuschauerzahl | Höchste Zuschauerzahl | Niedrigste Zuschauerzahl | Durchschnittliche Zuschauerzahl |
| ----- | ------------------------- | --------------------- | --------------------- | ------------------------ | ------------------------------- |
| 1.    | Buriram PEA FC            | 255,129               | 24,712                | 8,315                    | 15,008                          |
| 2.    | Muangthong United         | 182,610               | 21,370                | 3,278                    | 10,742                          |
| 3.    | Sisaket Muangthai FC      | 122,815               | 12,150                | 3,105                    | 7,224                           |
| 4.    | Bangkok Glass             | 97,069                | 9,891                 | 1,495                    | 5,710                           |
| 5.    | Army United               | 94,863                | 15,710                | 2,529                    | 5,580                           |
| 6.    | Chonburi FC               | 92,317                | 8,500                 | 183                      | 5,430                           |
| 7.    | Chiangrai United          | 63,447                | 8,300                 | 600                      | 3,732                           |
| 8.    | Osotspa M-150 Saraburi FC | 62,171                | 5,943                 | 1,704                    | 3,657                           |
| 9.    | Police United             | 61,825                | 8,949                 | 764                      | 3,637                           |
| 10.   | Khon Kaen FC              | 52,743                | 5,425                 | 1,250                    | 3,103                           |
| 11.   | SCG Samut Songkhram FC    | 48,877                | 5,481                 | 1,200                    | 2,875                           |
| 12.   | BEC Tero Sasana FC        | 47,268                | 5,650                 | 1,425                    | 2,780                           |
| 13.   | Thai Port FC              | 46,947                | 6,916                 | 986                      | 2,762                           |
| 14.   | Siam Navy FC              | 39,393                | 5,933                 | 429                      | 2,317                           |
| 15.   | TTM Phichit FC            | 38,039                | 5,000                 | 1,143                    | 2,238                           |
| 16.   | Sriracha FC               | 34,155                | 3,200                 | 850                      | 2,009                           |
| 17.   | Pattaya United            | 29,019                | 7,500                 | 447                      | 1,814                           |
| 1.    | TOT SC                    | 23,324                | 3,000                 | 386                      | 1,372                           |
|       | GESAMT                    | 1,392,011             | 24,712                | 183                      | 4,564                           |